# Максим Тарасов
Максим Владимирович Тарасов (рус. Максим Владимирович Тарасов; Јарослав, 2. децембар 1970.) некадашњи је руски атлетичар који се такмичио у скоку мотком. Руски је национални рекордер у скоку с мотком са 6,05 метара, резултатом оствареним 1996. године.

## Биографија
Од своје девете године тренирао је скок мотком код тренера Алексеја Борисовича Скуљабина (рус. Алексей Борисович Скулябин).
Тарасов је представљао СССР, Уједињени тим, а касније и Русију. Тарасов је освојио златну медаљу на Олимпијским играма 1992., представљајући уједињени тим, испред Сергеја Бубке који није забележио успешан скок у финалу.
Тарасов је освојио бронзану медаљу за Русију на Олимпијским играма 2000. Тешка повреда га је натерала да напусти атлетику 2001. године.
2003. године, на традиционалном такмичењу „Руска зима“ у Москви, уприличен је свечани опроштај Максима Тарасова од активног бављења атлетком.
Живео је дуго у Будимпешти. 2002. вратио се са породицом у Јарослав. Ожењен је, има двоје деце.

## Међународна такмичења
| Година                         | Такмичење                      | Место                          | Позиција                       | Дисциплина                     | Резултат                       | Белешка                        |
| Представљајући Совјетски Савез | Представљајући Совјетски Савез | Представљајући Совјетски Савез | Представљајући Совјетски Савез | Представљајући Совјетски Савез | Представљајући Совјетски Савез | Представљајући Совјетски Савез |
| ------------------------------ | ------------------------------ | ------------------------------ | ------------------------------ | ------------------------------ | ------------------------------ | ------------------------------ |
| 1988                           | Светско првенство за јуниоре   | Садбери, Канада                | 2.                             | Скок мотком                    | 5.60 м                         |                                |
| 1991                           | Светско првенство              | Токио, Јапан                   | 3.                             | Скок мотком                    | 5.85 м                         |                                |
| Представљајући Уједињени тим   |                                |                                |                                |                                |                                |                                |
| 1992                           | Олимпијске игре                | Барселона, Шпанија             | 1.                             | Скок мотком                    | 5.80 м                         |                                |
| Представљајући Русију          |                                |                                |                                |                                |                                |                                |
| 1993                           | Светско првенство              | Штутгарт, Немачка              | 3.                             | Скок мотком                    | 5.80 м                         |                                |
| 1995                           | Светско првенство              | Гетеборг, Шведска              | 2.                             | Скок мотком                    | 5.86 м                         |                                |
| 1997                           | Светско првенство у дворани    | Париз, Француска               | 3.                             | Скок мотком                    | 5.80 м                         |                                |
| 1997                           | Светско првенство              | Атина, Грчка                   | 2.                             | Скок мотком                    | 5.96 м                         |                                |
| 1998                           | Европско првенство             | Будимпешта, Мађарска           | 1.                             | Скок мотком                    | 5.81 м                         |                                |
| 1999                           | Светско првенство              | Севиља, Шпанија                | 1.                             | Скок мотком                    | 6.02 м                         | РСП                            |
| 2000                           | Олимпијске игре                | Сиднеј, Аустралија             | 3.                             | Скок мотком                    | 5.90 м                         |                                |